# Cletorològion
El Cletorològion de Filoteu, en grec medieval Κλητορολόγιον, paraula derivada de Κλησις (invitació) i Κλητοριον (banquet), és la més completa i important de les llistes de càrrecs i precedències a la cort de l'Imperi Romà d'Orient. Va ser publicat el setembre del 899 durant el regnat de l'emperador Lleó VI el Filòsof (r. 886-912) 
L'autor del tractat es deia Filoteu, un personatge del que només se sap que era Protoespatari i Atriklines, un funcionari encarregat de l'organització de banquets imperials i de l'etiqueta a seguir, que havia de tenir molt present la jerarquia de cadascú. En el prefaci de la seva obra, afirma explícitament que va recopilar aquest tractat com a "exposició precisa de l'ordre dels banquets imperials, del nom i el valor de cada títol, recopilats sobre la base de l'antiga kletropologia", i recomanava que aquest ordre fos adoptat oficialment a la taula imperial.

## Capítols
El llibre de Filoteu ens ha arribat només com un apèndix situat als darrers capítols (52-54) del segon llibre d'un tractat posterior sobre cerimònies imperials, conegut com a Llibre de les cerimònies, escrit a petició de l'emperador Constantí VII, nascut el 905, nomenat emperador el 913, i mort el 959.
El text que es conserva consta de quatre capítols:
- El capítol I conté la introducció i exposa breument totes les funcions oficials de l'imperi, a més del rang dels seus titulars a la cort. Els classifica en cinc categories: l'ordre i el rang dels «barbats» (és a dir, els no eunucs), els grans càrrecs a l'Estat, els càrrecs subordinats dels diversos departaments i ministeris, l'ordre i el rang dels eunucs, i els grans càrrecs de l'estat reservats als eunucs.
- Els capítols II i III presenten l'ordre de prelació dels funcionaris quan assisteixen als banquets imperials. El capítol II està reservat als més alts dignataris, és a dir als que podrien ser convidats a la taula de l'emperador, mentre que el capítol III tracta dels oficials de rang mitjà i inferior, de les ambaixades que enviaven altres patriarcats (Roma, Antioquia i Jerusalem) i de les ambaixades estrangeres (àrabs, búlgars, germànics).
- El capítol IV és el més llarg i dens. Va dirigit als atriklines de la cort i dona consells sobre com s'han d'organitzar els diferents banquets al llarg de l'any, començant per les celebracions de Nadal. Inclou dues memòries, una sobre els regals que l'emperador ha de repartir entre els dignataris en determinades ocasions, i la segona sobre els sous dels funcionaris al servei dels atriklines.
- Segueix un breu apèndix (capítol 54 del Llibre de les cerimònies) que conté la llista dels funcionaris eclesiàstics i la seva precedència, i també la Notitiae Episcopatuum del pseudo-Epifani que dona una llista de les seus episcopals.[2]